# 庫克山 (聖埃利亞斯山脈)
庫克山是北美洲的山峰，位於美國阿拉斯加州和加拿大育空接壤的邊境，距離聖埃利亞斯山約35英哩，屬於聖埃利亞斯山脈的一部分，海拔高度4,196米。

## 外部連結
- Mount Cook on bivouac.com （页面存档备份，存于）
- Mount Cook on Topozone （页面存档备份，存于）
- Index of the American Alpine Journal, A-K
- "Mount Cook, Yukon Territory/Alaska" on Peakbagger （页面存档备份，存于）